# Eparchie georgijevská
Eparchie Georgijevsk je eparchie ruské pravoslavné církve nacházející se v Rusku.

## Území a titul biskupa
Zahrnuje správní hranice území Alexandrovského, Arzgirského, Blagodarněnského, Buďonnovského, Georgijevského, Kurského, Levokumského, Něftěkumského, Novoselického, Sovětského a Stěpnovského rajónu Stavropolského kraje.
Eparchiálnímu biskupovi náleží titul biskup georgijevský a praskovejský.

## Historie
Eparchie byla zřízena rozhodnutím Svatého synodu dne 7. června 2012 oddělením území ze stavropolské eparchie. Stala se součástí nově vzniklé stavropolské metropole.

## Seznam biskupů
- 2012–2012 Kirill (Pokrovskij), dočasný administrátor
- 2012–2024 Gedeon (Hubka)
- od 2024 Nikolaj (Paškov)